# Mesoplophora africana
Mesoplophora africana är en kvalsterart som beskrevs av Balogh 1958. Mesoplophora africana ingår i släktet Mesoplophora och familjen Mesoplophoridae. Inga underarter finns listade i Catalogue of Life.